# Christophorus Rauber

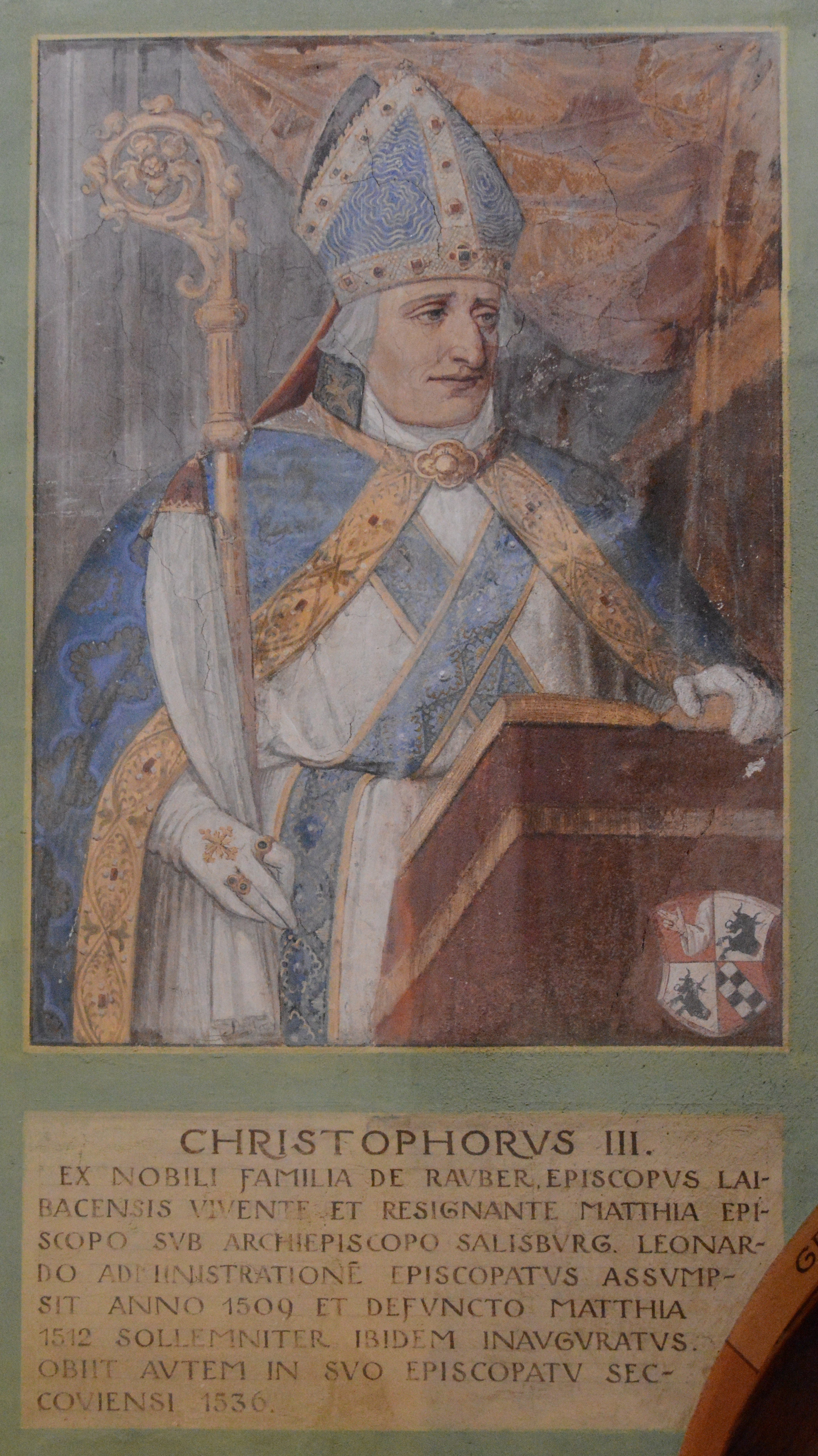
Halbfigurenportrait Bischof Christophorus III. Rauber, Basilika Seckau, Bischofskapelle (Darstellung um 1595). Das Wappen zeigt im ersten Feld das bischöfliche Wappen von Seckau, Feld 2 bis 4 das Wappen der Rauber.

Christophorus Rauber (slow. Krištof Ravbar; * um 1466; † 26. Oktober 1536 in Wien) war von 1494 bis 1536 nach Sigismund von Lamberg der zweite Bischof von Laibach.
Von 1509 bis 1512 war er weiters Koadjutor des Bischofs von Seckau, danach von 1512 bis 1536 Administrator dieses Bistums. Zusätzlich wurde er im Rahmen des Admonter Abtwahlstreites ab 25. Februar 1508 bis zu seinem Tod Kommendatarabt des Stiftes Admont.
Als hochrangiger Repräsentant der katholischen Kirche, als Diplomat und Kriegsmann spielte er nahezu ein halbes Jahrhundert lang eine wichtige Rolle in und außerhalb Krains.

## Wappen

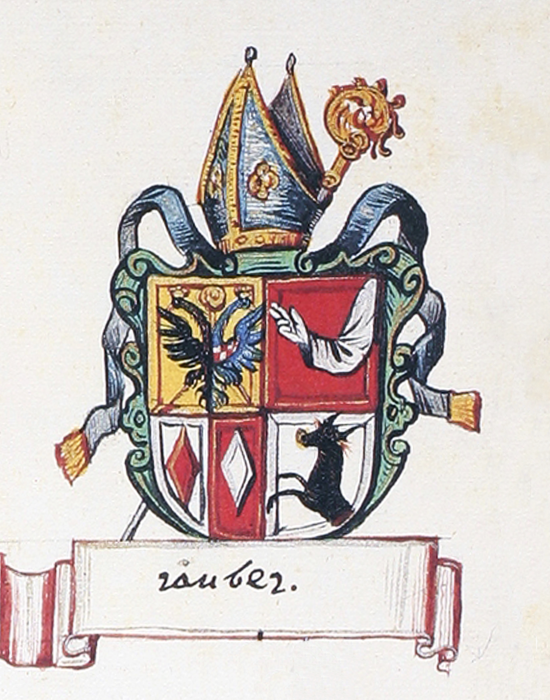
Wappen des Christophorus Rauber, zweiter Bischof von Laibach und Bischof von Seckau

### Persönliches Wappen (Familienwappen)
Von Silber und Rot gevierter Schild, 1 und 4 ein nach innen gekehrter, aus Ohren und Maul Feuer speiender wachsender schwarzer Stier mit einem durch die Nase gezogenen goldenen Ring (Stammwappen); 2 und 3 in Rot ein in zwei Reihen schwarz silber geschachter Schräglinksbalken. - Auf dem Schild drei goldene Bügelhelme. - Helmkleinod: der mittlere Helm trägt einen wachsenden Engel im weißen Faltenkleid und abfliegender roter Leibbinde und bläulichen Flügeln, mit der rechten eine Posaune an den Mund haltend; der rechte Helm trägt den Stier wachsend; der linke einen geschlossenen Flug mit dem Balken gleich dem 2. und 3. Feld; - Helmdecken: schwarz silber und rot silber.

### Bischöfliches Wappen
Gevierter Schild, 1 das Wappen des Bistums Laibach, 2 Wappen des Bistums Seckau, 3 das Wappen des Stiftes Admont und 4 das Stammwappen der Rauber, schwarzer Stier auf weißem Feld. - Auf dem Schild die Bischofmütze, dahinter der Bischofsstab.

## Biografie
Die Rauber (von Plankenstein) zählen zum Krainer Uradel, dessen Stammreihe mit Matthäus, einem Urahn Christophs, um 1300 beginnt. Christoph wurde im Jahre 1466 vermutlich auf dem in Unterkrain gelegenen Weineck (slowenisch Kravjek; 1433 ein Lehen des Grafen Hermann von Cilli) geboren. Seine Eltern waren Niklas Rauber, Hauptmann zu Mitterburg (slowenisch Pazin, italienisch Pisino) (1482) und zu Triest (1473) und Dorothea, geborene Burggräfin von Luenz (Lienz) und zum Luegg, eine Schwester des berüchtigten Erasmus Lueggers. Seine Brüder Niklas und Michael gerieten im Verlauf der kriegerischen Auseinandersetzungen mit Venedig in Gefangenschaft. Kaiser Maximilian I. beauftragte deshalb Niklas Graf Salm, den Verteidiger Wiens, die Freilassung der beiden zu erwirken.

### Diplomat
Christoph Rauber war eloquent und geschickt im Umgang mit Menschen, wodurch es ihm gelang, für sich Sympathien zu gewinnen. Deshalb wurde er vom deutschen König und späteren Kaiser Maximilian I. öfter in diplomatischer Mission eingesetzt. Im Jahre 1506 sandte ihn Maximilian in besonderen Geschäften nach Rom; als Reisegeld erhielt er 400 Gulden.
Im Zuge der Vorbereitungen der Doppelhochzeit zwischen den Kindern des Königs von Ungarn, der Prinzessin Anna mit einem der Enkel Kaiser Maximilians, Karl oder Ferdinand, und des Prinzen Ludwig mit der Enkelin des Kaisers Maria, sollte auch der König von Polen, Siegmund mit Maximilians Enkelin Eleonore vermählt werden. Die Könige wurden nach Wien geladen. Als Mitglied der Delegation, die Maximilian I. zum König Sigismund sandte, um ihn einzuladen, gehörte neben dem Herzog Wilhelm von Bayern, Balthasar Merklin, dem Propst von Waldkirch, dem Ritter Johann Marx auch Christoph Rauber an.
1524 gehörte Rauber in Regensburg zur Kommission, die die Anzahl der Feiertage beschränkte.
1507 verlieh ihm Maximilian I. das Jus Patronatus der Pfarre zu Krainburg. Das Diplom hierfür wurde am 17. August ausgestellt.

### Kriegsmann
Christoph Rauber vertauschte aber recht gern den Bischofsstab mit dem Schwert. Nicht selten stürzte er sich selbst ins Kampfgetümmel und zeichnete sich dort durch seine Physis und durch seine Tapferkeit aus. Im Gegensatz zu seiner Unerbittlichkeit im Kampf gegen die Türken und Venedig, zeigte er gegenüber den aufständischen Bauern eine gewisse Duldsamkeit.
Den Eroberungsgelüsten Venedigs und der Pforte sagte er den Kampf an. Nach Kräften förderte er die Kooperation mit Kroatien zur Abwehr dieser äußeren Feinde, von denen beide Länder bedroht wurden. Im Jahre 1511 führte er mit Johannes von Auersperg die kaiserlichen Truppen gegen Venedig an.
In den Jahren 1529–1530 war er Landeshauptmann (52.) von Krain. In dieser Zeit galt es auch, geeignete Maßnahmen gegen die regen Aktivitäten der Türken zu unternehmen. Er half dem Grafen Thurn, der 1529 Mons Graecus, einen kleinen Ort in der Nähe Agrams, gegen die Türken verteidigte, durch Proviantlieferungen und durch die Entsendung eines starken Hilfsaufgebots von einigen Kürassiereskadronen und 7000 deutschen Knechten. Im Jahre 1530 entsandte er eine Kommission zum Kazianer, dem damaligen kaiserlichen Feldhauptmann, und dem Grafen Serin (Zrinyi), um geeignete Maßnahmen zur Abwehr von Türkeneinfällen zu beraten und danach entsprechend zu ergreifen. Von 1532 bis zu seinem Tod 1536 war er Statthalter (entspricht dem Landeshauptmann) von Österreich unter der Enns.

## Tod
Rauber starb am 26. Oktober 1536 in Wien. Er wurde in Oberburg im heutigen Slowenien beigesetzt, wo er sich in der Andreaskapelle des Domes schon 1527 ein Grabmal schaffen ließ.

## Valvasors Würdigung
Johann Weichard von Valvasor fand für Christoph Rauber folgende Worte:

„… Noch mehr Ruhm-würdige Sachen liessen sich von diesem grossen und ungemeinem Fürsten schreiben; wann meine historische Feder allhie sich unterstehn dörffte / ein so weites Feld so vieler Ehren-Wercke dieses Herrn durchzulauffen. Ich achte aber es sey gnug / wann ich spreche / daß  / bey seinen Lebzeiten er kaum seines gleichen in gantz Teutschland gefunden / an Aktivitet und Klugheit. …“

Nur selten gebrauchte Valvasor solche Lobesworte. Christoph scheint in der Tat eine außergewöhnliche Persönlichkeit, mit außergewöhnlichen physischen und psychischen Anlagen versehen, gewesen zu sein.